# ستيغ أبيل
ستيغ أبيل (بالإنجليزية: Stig Abell)‏ هو صحفي بريطاني، ولد في 9 أبريل 1980 في نوتنغهام في المملكة المتحدة.